# Wikipédia en bas saxon des Pays-Bas
Wikipédia en bas saxon des Pays-Bas (en bas saxon des Pays-Bas : Nedersaksiese Wikipedia) est l’édition de Wikipédia en bas saxon des Pays-Bas, langue germano-néerlandaise parlée principalement aux Pays-Bas. L'édition est lancée le 24 mars 2006. Son code est : nds-nl.
Au 20 mars 2025, l'édition en bas saxon des Pays-Bas contient 8 003 articles et compte 31 336 contributeurs, dont 28 contributeurs actifs et 6 administrateurs.
Le bas saxon (ou bas allemand occidental) parlée en Allemagne dispose de ses propres normes orthographiques et son édition de Wikipédia compte 85 281 articles.

## Présentation
L'édition est destinée aux articles dans les dialectes bas saxons parlés aux Pays-Bas et dans la région frontalière. Il existe des articles et des portails sur des sujets tels que les provinces et la culture de Basse-Saxe.
Wikipédia en bas saxon des Pays-Bas a été cité dans la presse néerlandaise et des organisations bas saxonnes ont contribué à l'encyclopédie.
Il y a un petit nombre de contributeurs actifs. Certains articles n'existent que dans l'édition en bas saxon ; ceux-ci traitent généralement de sujets liés au bas saxon ou à la région où le bas saxon est parlé (comme les coutumes régionales et les écrivains). De nombreux articles sur les animaux, les plantes, les objets et les activités contiennent un aperçu des termes en bas saxon, termes variables suivant les endroits.

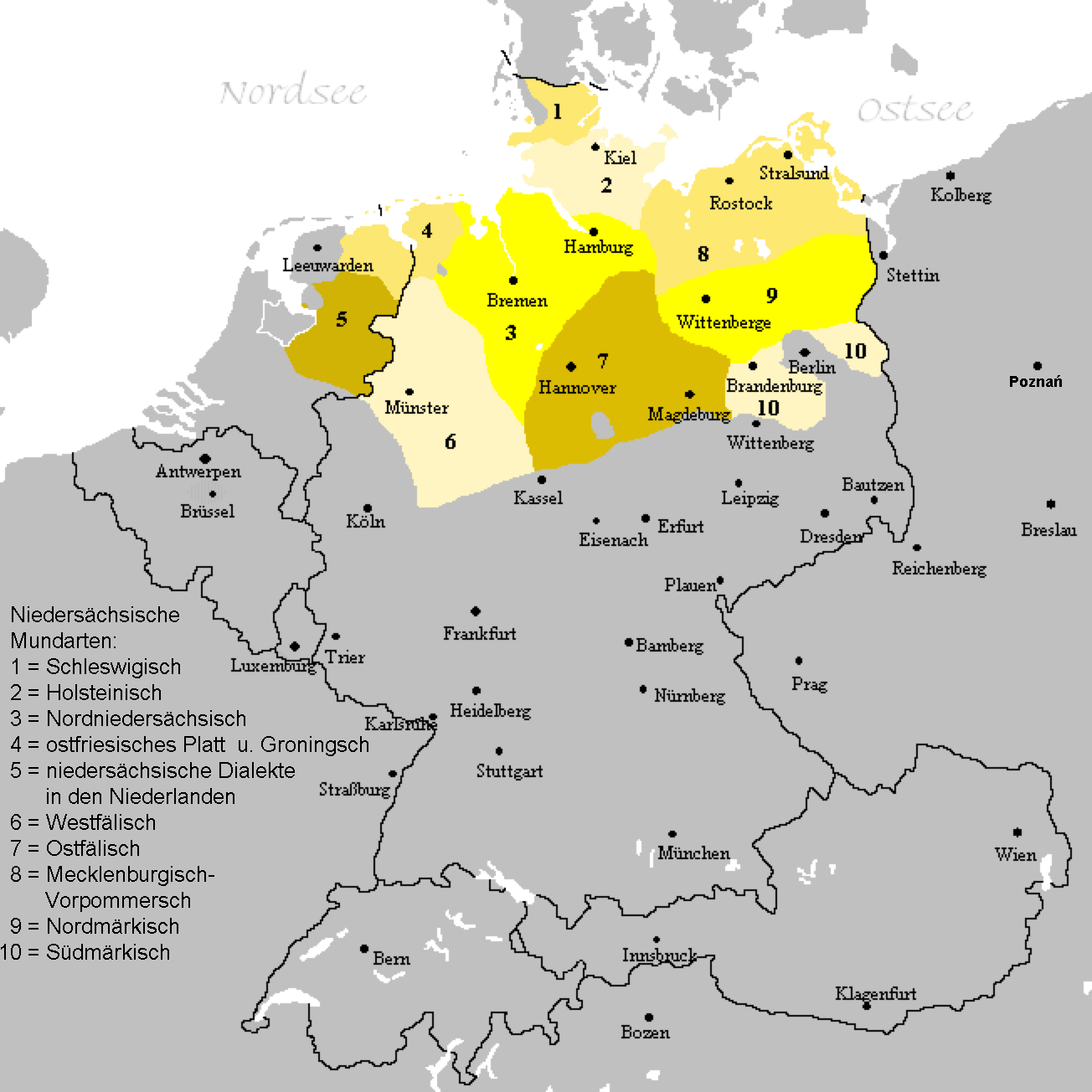
Aire de diffusion du bas allemand.
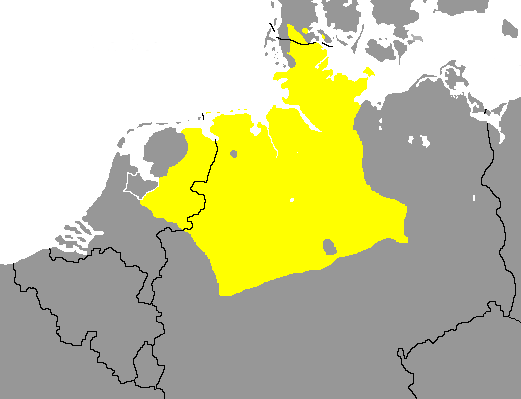
Aire de diffusion du bas saxon (ou bas allemand occidental).
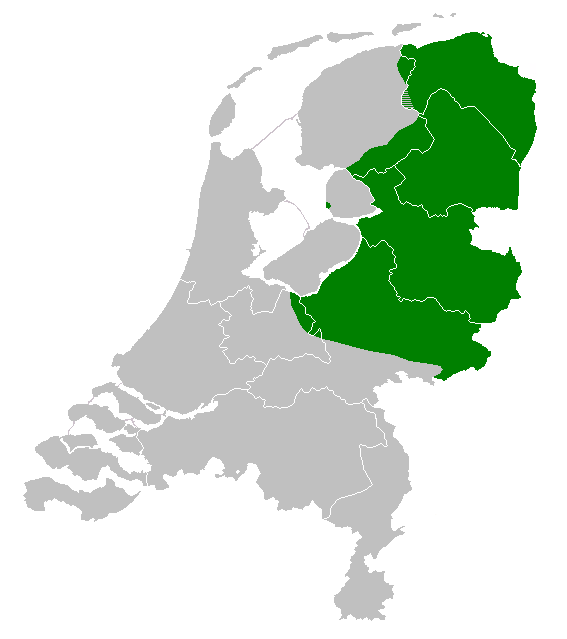
Aire de diffusion du bas saxon des Pays-Bas.

## Différences entre les éditions en bas saxon des Pays-Bas et en bas allemand
Avant la création de la Wikipédia en bas saxon des Pays-Bas, une Wikipédia en bas allemand (en allemand : Plattdeutsch ou Niederdeutsch) existait déjà depuis trois ans. Les dialectes du bas saxon ne sont pas standardisés et couvrent le nord de l'Allemagne et le nord-est des Pays-Bas. En pratique, la Wikipédia en bas allemand suit les directives d'orthographe pour les dialectes bas saxons d'Allemagne. Pour les variantes dialectales aux Pays-Bas, il y avait un vide du fait des différences normatives, mais aussi du fait de la distance croissante entre les dialectes bas-saxons des Pays-Bas et ceux d'Allemagne en raison de l'influence des langues standard des deux pays.
La création éventuelle d'une édition de Wikipédia pour les dialectes bas-saxons des Pays-Bas a pris des mois en raison de discussions sur la question de savoir si ces dialectes - qui sont reconnus et protégés par le gouvernement néerlandais en vertu de la Charte européenne des langues régionales ou minoritaires - méritait sa propre édition. Selon les partisans, les variantes dialectales des Pays-Bas diffèraient trop de celles d'Allemagne - du moins sous forme écrite - pour pouvoir être logées sous un même toit. L'opposition catégorique s'est concentrée sur la question de savoir si les divers dialectes bas-saxons des Pays-Bas (tels que le groningois, le twents (nl), le veluws occidental (nl) ou oriental (nl)) pouvaient être combinés en une seule édition, comment cela a été fait pour la Wikipédia en bas allemand.

## Statistiques
- En septembre 2010, l'édition en bas saxon des Pays-Bas compte quelque 4 300 articles et 4 766 utilisateurs enregistrés.
- Au 8 juillet 2011, elle compte 4 534 articles.
- Le 12 juin 2020, elle compte 7 022 articles.
- Le 22 septembre 2022, elle contient 7 595 articles et compte 26 026 contributeurs, dont 26 contributeurs actifs et 6 administrateurs.
- Le 2 septembre 2024, elle contient 7 931 articles et compte 29 836 contributeurs, dont 29 contributeurs actifs et 6 administrateurs.